# Yuki Okubo
Yuki Okubo (大久保 裕樹, Okubo Yuki) est un footballeur japonais né le 17 avril 1984. Il évolue au poste de défenseur.

## Palmarès
- Finaliste de la Coupe d'Asie des nations des moins de 19 ans en 2002 avec le Japon
- Champion de J-league 2 en 2005 avec le Kyoto Sanga